# Spilosoma comorensis
Spilosoma comorensis är en fjärilsart som beskrevs av Rothschild 1933. Spilosoma comorensis ingår i släktet Spilosoma och familjen björnspinnare. Inga underarter finns listade i Catalogue of Life.